# Oberthal (Bergisch Gladbach)
Oberthal ist ein Ortsteil im Stadtteil Herrenstrunden von Bergisch Gladbach.

## Lage und Beschreibung
Oberthal liegt im Norden von Bergisch Gladbach an einer von Unterthal nach Norden abgehenden Sackgasse im Quellgebiet der Strunde. Nördlich und westlich grenzt Odenthaler, östlich Kürtener Gemeindegebiet an. Die Ortslage besteht im Wesentlichen aus einem Hof.

## Geschichte
Der Hof Oberthal ist vermutlich in der fränkischen Aufbauzeit (9./10. Jahrhundert) entstanden. Im Urkataster wurde die Siedlung unter dem Namen Zum Dall erstmals 1520 mit drei Häusern urkundlich erwähnt. Die Bezeichnung Oberthal erhielt das Gut im Jahr 1694, um es vom benachbarten Unterthal zu unterscheiden. Nach einer Pachturkunde von 1520 war die Johanniterkommende Herrenstrunden Eigentümer der Anlage. Am Ende des 17. Jahrhunderts hatte der Hof 100 Morgen Grundbesitz. Dazu weist der Pachtbrief von 1692 9 Morgen Hofgelände, 41 Morgen Ackerland und 49 Morgen Niederwald und Buschland aus. 1806 fiel der Hof mit der Säkularisation in Staatsbesitz. Seit dem 7. Oktober 1829 befindet er sich in Privatbesitz.
Die Topographia Ducatus Montani des Erich Philipp Ploennies, Blatt Amt Porz, belegt, dass der Wohnplatz 1715 als viele gemeine Höfe kategorisiert wurde und mit Dahl bezeichnet wurde.
Carl Friedrich von Wiebeking benennt die Hofschaft auf seiner Charte des Herzogthums Berg 1789 als Thal. Aus ihr geht hervor, dass Oberthal zu dieser Zeit Teil einer Exklave der Honschaft Sand im gleichnamigen Kirchspiel war.
Unter der französischen Verwaltung zwischen 1806 und 1813 wurde das Amt Porz aufgelöst und Oberthal wurde politisch der Mairie Gladbach im Kanton Bensberg zugeordnet. 1816 wandelten die Preußen die Mairie zur Bürgermeisterei Gladbach im Kreis Mülheim am Rhein. Mit der Rheinischen Städteordnung wurde Gladbach 1856 Stadt, die dann 1863 den Zusatz Bergisch bekam.
Der Ort ist auf der Topographischen Aufnahme der Rheinlande von 1824 als Ober Thal und ab der Preußischen Uraufnahme von 1840 auf Messtischblättern regelmäßig als Oberthal verzeichnet.
| Jahr | Einwohner | Wohn- gebäude | Kategorie  | Bemerkung                        |
| ---- | --------- | ------------- | ---------- | -------------------------------- |
| 1830 | 17        |               | Domaingut  | Pfarrgemeinde Sand Odendahl gen. |
| 1845 | 11        | 1             | Ackergut   | Pfarre Sand Oberthalerhof gen.   |
| 1871 | 8         | 1             | Einzelhaus |                                  |
| 1885 | 9         | 1             | Wohnplatz  |                                  |
| 1895 | 10        | 1             | Wohnplatz  |                                  |
| 1905 | 8         | 1             | Wohnplatz  |                                  |

## Naturdenkmal

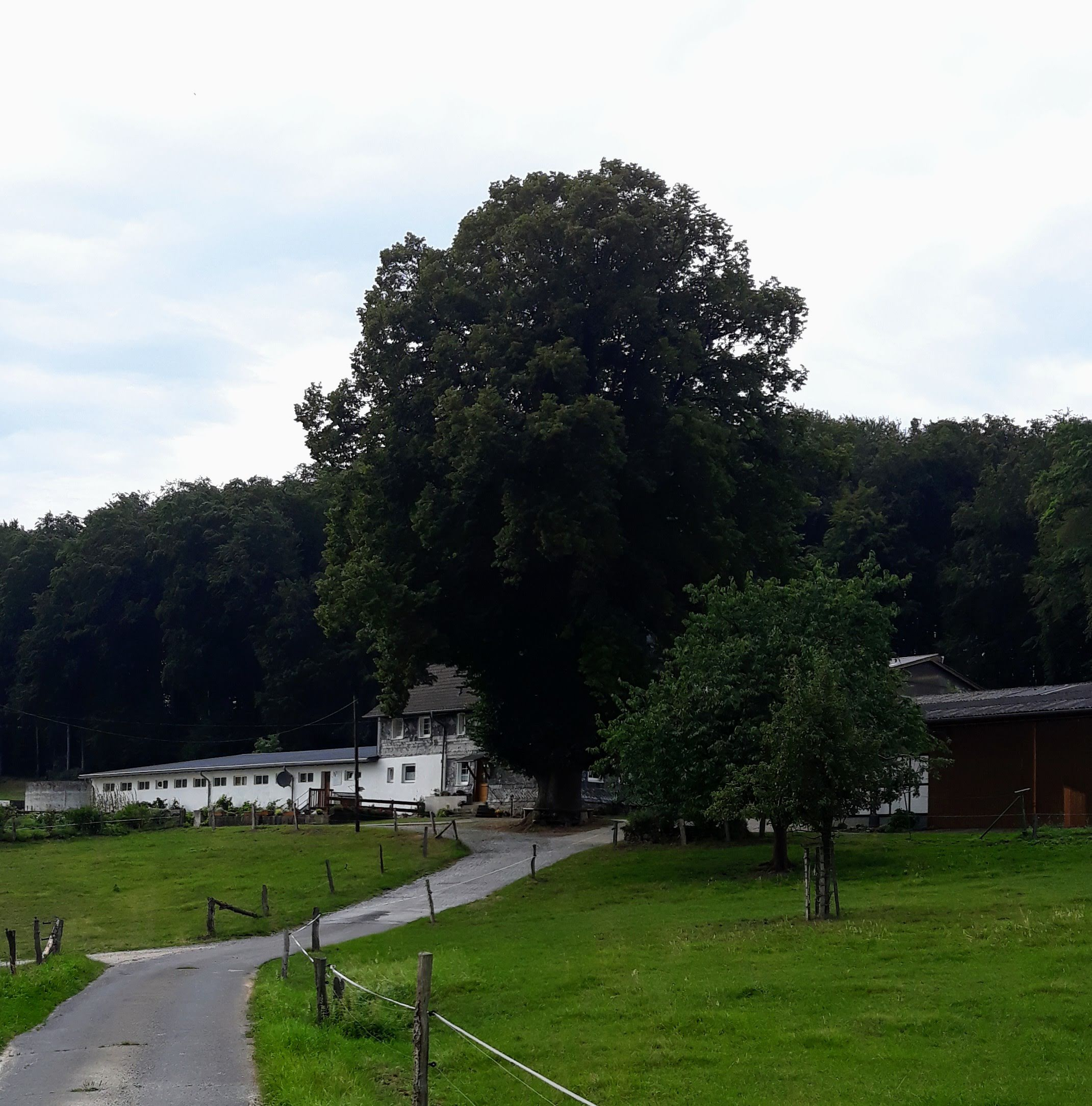
Linde in Oberthal

In Oberthal vor dem Hof steht eine landschaftsbildprägende Linde, die in der Liste der Naturdenkmale im Rheinisch-Bergischen Kreis als besonders schützenswert eingetragen ist.